# Liste der Baudenkmale in Oerel
In der Liste der Baudenkmale in Oerel sind alle Baudenkmale der niedersächsischen Gemeinde Oerel aufgelistet. Die Quelle der Baudenkmale ist der Denkmalatlas Niedersachsen. Der Stand der Liste ist der 9. Oktober 2020.

## Allgemein
In den Spalten befinden sich folgende Informationen:
- Lage: die Adresse des Baudenkmales und die geographischen Koordinaten. Kartenansicht, um Koordinaten zu setzen. In der Kartenansicht sind Baudenkmale ohne Koordinaten mit einem roten Marker dargestellt und können in der Karte gesetzt werden. Baudenkmale ohne Bild sind mit einem blauen Marker gekennzeichnet, Baudenkmale mit Bild mit einem grünen Marker.
- Bezeichnung: Bezeichnung des Baudenkmales
- Beschreibung: die Beschreibung des Baudenkmales. Unter § 3 Abs. 2 NDSchG werden Einzeldenkmale und unter § 3 Abs. 3 NDSchG Gruppen baulicher Anlagen und deren Bestandteile ausgewiesen.
- ID: die Objekt-ID des Baudenkmales
- Bild: ein Bild des Baudenkmales, ggf. zusätzlich mit einem Link zu weiteren Fotos des Baudenkmals im Medienarchiv Wikimedia Commons. Wenn man auf das Kamerasymbol klickt, können Fotos zu Baudenkmalen aus dieser Liste hochgeladen werden:

## Oerel

### Gruppe: Kirchhof
Die Gruppe „Kirchhof“ im historischen Ortskern von Oerel hat die ID 31019367.

| Lage                                      | Bezeichnung | Beschreibung | ID       | Bild           |
| ----------------------------------------- | ----------- | --- | -------- | -------------- |
| Bohlenstraße 2 53° 28′ 44″ N, 9° 3′ 22″ O | Kirche      | Die evangelische Kirche St. Gangolf ist eine romanische Kirche aus Feldstein. Es ist ein Saalbau mit eingezogenem Chor. Im Westen der Kirche befindet sich ein Glockenturm aus dem Jahre 1732. Im Inneren befindet sich ein Flügelaltar aus dem Jahr 1617. Über dem Chorbogen befindet sich ein Kruzifix aus der ersten Hälfte des 15. Jahrhunderts. Die Orgel stammt aus dem Jahr 1831. | 31018675 | Weitere Bilder |
| Bohlenstraße 2 53° 28′ 43″ N, 9° 3′ 22″ O | Kirchhof    | Der unregelmäßig angelegte und mit einer Feldsteinmauer eingefriedete Kirchhof birgt Gräber aus dem späten 19. Jahrhundert unter einem alten Baumbestand. | 31018696 |                |

### Einzeldenkmale
| Lage                                       | Bezeichnung      | Beschreibung | ID       | Bild |
| ------------------------------------------ | ---------------- | --- | -------- | ---- |
| Dorfstraße 8 53° 28′ 54″ N, 9° 3′ 27″ O    | Wohnhaus         | Schlichtes verklinkertes Wohnhaus aus den 1950er Jahren.                                                                                              | 31018659 | BW   |
| Dorfstraße 70 53° 29′ 31″ N, 9° 4′ 13″ O   | Scheune          | Fachwerkscheune vom 18. Jh. mit Querdurchfahrt mit reetgedeckten Satteldach                                                                           | 31018717 | BW   |
| An der Chaussee 53° 28′ 41″ N, 9° 2′ 17″ O | Grenzstein       | Der Granitpfeiler markiert die Gemarkungsgrenze zwischen Oerel und Barchel.                                                                           | 31018765 | BW   |
| Ackerberg 53° 29′ 8″ N, 9° 3′ 18″ O        | Vermessungspunkt | Auf einem Sandsteinquader findet sich als Relikt der Gaußschen Vermessung des 19. Jahrhunderts die Inschrift „Königl. Hannov. Land. Vermessung 1865“. | 47570687 | BW   |

### Ehemaliges Baudenkmal
| Lage                                         | Bezeichnung              | Beschreibung | ID       | Bild |
| -------------------------------------------- | ------------------------ | --- | -------- | ---- |
| Hoherkampstraße 1 53° 28′ 34″ N, 9° 2′ 34″ O | Wohn-/Wirtschaftsgebäude | Das wohl um 1860 errichtete Zweiständer-Hallenhaus steht auf einem Granitquadersockel. Wegen der Veränderungen wurde es 1995 aus dem Denkmalverzeichnis gestrichen. | 31018741 | BW   |

## Barchel

### Gruppe: Hofanlagen Barchel
Die Gruppe „Hofanlagen Barchel“ besteht aus Gebäuden des beginnenden 19. Jahrhunderts und hat die ID 31019381.

| Lage                                          | Bezeichnung              | Beschreibung                                                                                     | ID       | Bild           |
| --------------------------------------------- | ------------------------ | ------------------------------------------------------------------------------------------------ | -------- | -------------- |
| Barcheler Straße 17 53° 28′ 8″ N, 9° 2′ 11″ O | Wohn-/Wirtschaftsgebäude | Zweiständer-Hallenhaus von 1838 in Fachwerk als Alterswohnsitz mit reetgedeckten Krüppelwalmdach | 31018618 | BW             |
| Barcheler Straße 15 53° 28′ 7″ N, 9° 2′ 12″ O | Wohn-/Wirtschaftsgebäude | Zweiständer-Hallenhaus von 1844 mit reetgedeckten Krüppelwalmdach                                | 31018534 | Weitere Bilder |
| Barcheler Straße 15 53° 28′ 7″ N, 9° 2′ 11″ O | Scheune                  | Fachwerkscheune von 1804 mit Querdurchfahrt und Walmdach                                         | 31018555 |                |

### Gruppe: Hofanlage Barcheler Straße 3
Die Gruppe „Hofanlage Barcheler Straße 3“ besteht aus den Gebäuden des 19. Jahrhunderts und zeigt noch die historische Hofpflasterung sowie einen alten Baumbestand. Die Gruppe hat die ID 31019355.

| Lage                                         | Bezeichnung              | Beschreibung                                                                                     | ID       | Bild           |
| -------------------------------------------- | ------------------------ | ------------------------------------------------------------------------------------------------ | -------- | -------------- |
| Barcheler Straße 3 53° 28′ 5″ N, 9° 2′ 0″ O  | Scheune                  | Fachwerkscheune um 1800 mit zwei Querdurchfahrten auf Backsteinsockel mit reetgedeckten Walmdach | 31018439 | Weitere Bilder |
| Barcheler Straße 3 53° 28′ 4″ N, 9° 1′ 59″ O | Wohn-/Wirtschaftsgebäude | Zweiständer-Hallenhaus von um 1850 in Fachwerk mit reetgedecktem Krüppelwalmdach.                | 31018461 |                |

### Einzelbaudenkmale
| Lage                                          | Bezeichnung              | Beschreibung | ID       | Bild |
| --------------------------------------------- | ------------------------ | --- | -------- | ---- |
| Barcheler Straße 43 53° 28′ 22″ N, 9° 2′ 2″ O | Wohn-/Wirtschaftsgebäude | Zweiständer-Hallenhaus vom 1838 als Zweiständer-Hallenhaus und Rauchhaus in Fachwerk mit Satteldach                                        | 31018639 | BW   |
| Barcheler Straße 18 53° 28′ 6″ N, 9° 2′ 12″ O | Wohn-/Wirtschaftsgebäude | Zweiständer-Hallenhaus von um 1800 in Fachwerk mit reetgedeckten Krüppelwalmdach, Wirtschaftsgiebel um 1900 massiv mit Backsteinen ersetzt | 31018509 | BW   |
| Barcheler Straße 4 53° 28′ 1″ N, 9° 2′ 3″ O   | Wohn-/Wirtschaftsgebäude | Zweiständer-Hallenhaus von 1857 in Fachwerk mit Krüppelwalmdach                                                                            | 31018484 | BW   |
| An der Chaussee 53° 27′ 34″ N, 9° 0′ 52″ O    | Grenzstein               | Der Granitpfeiler markiert die Gemarkungsgrenze zwischen Basdahl und Barchel.                                                              | 31018576 | BW   |

### Ehemaliges Baudenkmal
| Lage                                         | Bezeichnung              | Beschreibung | ID | Bild |
| -------------------------------------------- | ------------------------ | --- | -- | ---- |
| Barcheler Straße 10 53° 28′ 4″ N, 9° 2′ 6″ O | Wohn-/Wirtschaftsgebäude | 1839 wurde das Zweiständer-Hallenhaus errichtet. Wegen der massiven Veränderungen an der Traufe und des Innengerüsts wurde das Gebäude 1993 aus dem Denkmalverzeichnis gestrichen und später abgebrochen. |    | BW   |